# Стеван Јаковљевић
Стеван Јаковљевић (Књажевац, 6. децембар 1890 — Београд, 2. новембар 1962) био је професор Универзитета у Београду и ректор од 1945. до 1950, биолог, књижевник и редовни члан Српске академије наука и уметности (САНУ).
Одрастао је у Крагујевцу, где се породица преселила непосредно након његовог рођења. По завршетку Прве крагујевачке гимназије, у јесен 1909. године долази у Београд на студије биологије, које завршава септембра 1913. и одлази у војску. По повратку из војске маја следеће године, запослио се као суплент у Крагујевачкој гимназији, а по избијању Првог светског рата бива мобилисан и учествује у борбама до 1918. године и демобилисања. Четири године је радио као професор Крагујевачке гимназије, а онда се преселио у Београд и добио професорско намештење у Четвртој мушкој гимназији, одакле прелази на место асистента на Београдском универзитету и започиње свој научно-истраживачки рад.
Године 1925. је докторирао биолошке науке с тезом из експерименталне биљне морфологије, четири године касније добио доцентуру, 1934. постао ванредни, а 1938. године и редовни професор Универзитета. Дописни члан Српске краљевске академије постаје у фебруару 1937. године, а после рата дописни члан Српске академије наука. За редовног члана изабран је децембра 1959. Проглашен је академиком 22. фебруара 1960. године.
Објавио је већи број чланака и уџбеника из области ботанике, као и више романа и приповедака, које је писао од 1922. године и доласка у Београд. Најпознатији је по трилогији романа „Српска трилогија” (1937), коју чине „Деветсточетрнаеста” (1935), „Под Крстом” (1936) и „Капија слободе” (1937).
Учесник Мартовског пуча 27. марта 1941. године, након хапшења у Котору рат проводи у заробљеништву у Италији и Немачкој. По ослобођењу Југославије, обављао је функцију ректора Београдског универзитета. У том периоду налазио се и на месту члана првог сазива Президијума Народне скупштине ФНРЈ.
Био је брат књижевнице Милице Јаковљевић Мир-Јам. Преминуо је 2. новембра 1962. године и сахрањен је на Новом гробљу у Београду.

## Биографија
Рођен је 6. децембра 1890. године у Књажевцу, у породици државног чиновника Јакова Јаше Јаковљевића. С обзиром да је остао удовац са осморо деце, Јаковљевићев отац се — слушајући савете рођака и пријатеља — оженио Симком, рођеном Павловић, удовицом без деце. Пошто је био чиновник, Јакова су често су премештали из једног у друго место. То је узроковало да најстарија Јаковљевићева сестра Милица буде рођена у Јагодини, а убрзо по његовом рођењу преселили су се у Крагујевац, где је рођена млађа сестра Зора, а отац је напредовао у служби, добивши место окружног начелника, с ког је и пензионисан.
Након основне школе, Јаковљевић је похађао Прву крагујевачку гимназију, коју завршава 1909. године. Потом се уписао на студије биологије на Филозофском факултету у Београду. Дипломирао је у септембру 1913. године, а два месеца касније одлази на одслужење војног рока у ђачку батерију у Крагујевац. Из војске се вратио у мају 1914. године са положеним официрским испитом. Од маја 1914. па до почетка Првог светског рата радио је као суплент у Крагујевачкој гимназији.
По избијању Првог светског рата, Јаковљевић је мобилисан у чину поднаредника у артиљеријски пук у Зајечару. Брзо је напредовао, па тако октобра 1914. бива произведен у официра Српске војске. У Шумадијски артиљеријски пук прелази 1915. године. Током рата учествовао је у многим борбама које је водила Српска војска, и о свему водио забелешке, што ће му касније помоћи у писању књижевних дела. Након рата је демобилисан и ступа на дужност професора Крагујевачке гимназије, коју обавља до 1922. године, када добија службени премештај у Београд.
По доласку у Београд, Јаковљевић је постао професор у Четвртој мушкој гимназији. Тад у то време станује са својим сестрама у Молеровој улици, а након што се оженио преселио се са супругом у Његошеву улицу. У истом периоду почиње интензивније да се интересује за област експерименталне биљне морфологије и током 1922. године издаје своје прве научне радове из те области, полаже свој професорски испит, док крајем исте године бива постављен на место асистента на Београдском универзитету.
Биолошке науке је докторирао 1925. године, са докторском дисертацијом из области експерименталне биљне морфологије. Јаковљевић је један од првих домаћих ботаничара који је започео истраживања макрофита водених басена, али му је доста документације страдало у рату. Истраживао је глечерска језера на Пелистеру — Големо и Мало, Преспанско, Охридско и Плитвичка језера. Сакупљене алге из језера уступио је на одрађивање Фридриху Хустету, истраживачу силикатних алги на Универзитету у Бремену. Хустет је по Стевану Јаковљевићу назвао две нове врсте алги (лат. Navicula jakovljevia и лат. Achnanthes jakovljevici).
За доцента на Београдском универзитету изабран је 1929, ванредни професор је постао 1934, а 1938. године и редовни професор Фармацеутског факултета у Београду.
Дописни члан Српске краљевске академије постаје у фебруару 1937. године, а после рата дописни члан Српске академије наука (Одељења литературе и језика), марта 1948. За редовног члана Одељења литературе и језика изабран је 17. децембра 1959. Проглашен је академиком 22. фебруара 1960. године.
Јаковљевић је био један од организатора војнога пуча, 27. марта 1941. године, када је са пет војника упао и заузео станицу Радио Београда. Након немачке инвазије и окупације Краљевине Југославије, био је командант Радио станице у Београду. У Котору су га заробили Италијани, а после капитулације Италије, заробили су га Немци и одведен је у заробљеништво у Немачку, па је у италијанском и немачком ратном заробљеништву провео укупно четири године. У фебруару 1945. га је из заробљеништва ослободила Црвена армија.
По ослобођењу Југославије, постао је председник Комисије за обнову Београдског универзитета, те од октобра 1945. до 1950. године обављао функцију ректора Београдског универзитета, успевши временом да на Универзитет врати бројне предратне професоре. У истом интервалу, налазио се на месту члана првог сазива Президијума Народне скупштине ФНРЈ.
Јаковљевић је обављао и бројне друштвене дужности. Био је председник Словенског комитета Југославије, председник Радио Београда, председник Удружења универзитетских наставника, председник Удружења књижевника Србије (УКС). Био је први сарадник „Просветине” Енциклопедије за теме из биологије. Године 1947. постао је почасни доктор Карловог универзитета у Прагу.
Након рата није се више бавио научним радом.
Преминуо је 2. новембра 1962. у Београду. Сахрањен је на Новом гробљу у Београду.
Носилац је бројних признања и југословенских одликовања, међу којима је Орден рада првог реда.
Његова сестра била је књижевница Милица Јаковљевић Мир-Јам.
По њему се зове гимназија у Власотинцу.

## Књижевни и публицистички рад
Јаковљевић се писањем бавио од 1922. године, када је објавио први рад у часопису „Мисао” — приповетку „Слутња”. Своје приповетке „Од Понтија до Пилата”, „Петроније Жугић, ја нисам крив”, „Незнани”, „Жива лобања” и др. је наставио да објављује, поред „Мисли”, и у „Српском књижевном гласнику” и „Политици”, под псеудонимом Санио Павловић. Књижевно име и популарност стекао је ипак трилогијом романа под називом „Српска трилогија” (1937), коју чине „Деветсточетрнаеста” (1935), „Под Крстом” (1936) и „Капија слободе” (1937). Остала дела обухватају:
- „Смена генерација”[7] (1939), о друштвеном животу Београда између два светска рата;
- „Велика забуна” (1952), слом Југословенске војске у Априлском рату и ратна хроника Другог светског рата;
- „Ликови у сенци” (1956), опис заробљеничког живота у Италији и Немачкој;
- „Крвава авлија” (1958);
- „Сузе и осмеси“, приповетке (1959);
- „Земља у пламену“, роман о Крагујевцу и околини, окупацији и почетку Народноослободилачке борбе (1961).[2]

Објавио и више дела из ботанике — „Студије о биљном свету Преспанског језера”, „Макрофитска вегетација Охридског језера” и „Систематика лековитог биља”, као и једанаест уџбеника из области ботанике — од тога један за основну школу, пет за средњу школу и пет универзитетских уџбеника, за студенте биологије и фармације.